# 拉讓蒂訥山
46°16′23.8″N 7°07′55.1″E / 46.273278°N 7.131972°E

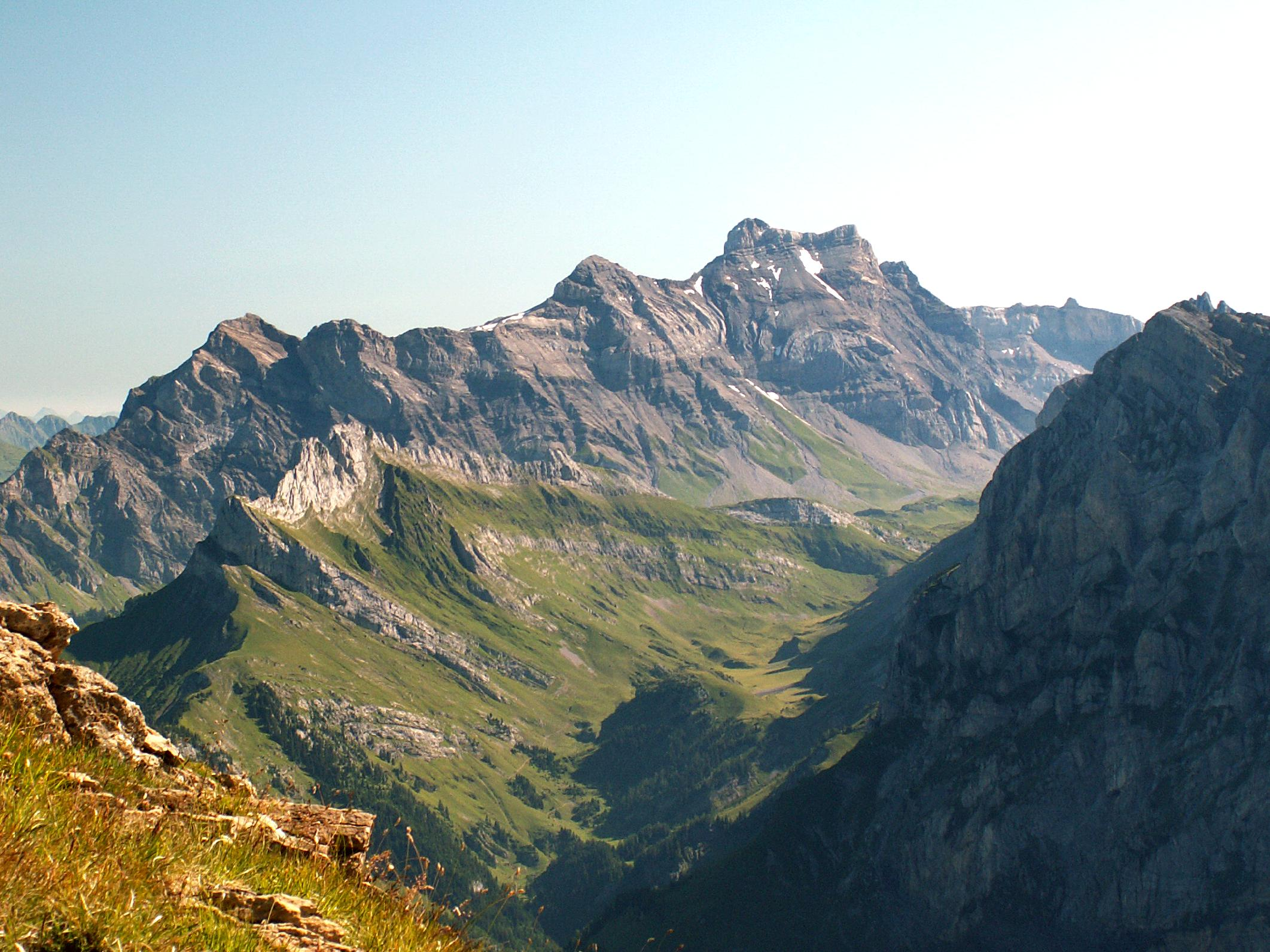

拉讓蒂訥山（Haute Pointe, Schweiz），是瑞士的山峰，位於該國西部，由沃州負責管轄，屬於伯爾尼山的一部分，該山峰海拔高度2,422米，每年平均降雨量1,395毫米。